# Vallada Agordina
Vallada Agordina är en kommun i provinsen Belluno i regionen Veneto i Italien. Kommunen hade 485 invånare (2018).